# Escut antic de Palau de Noguera

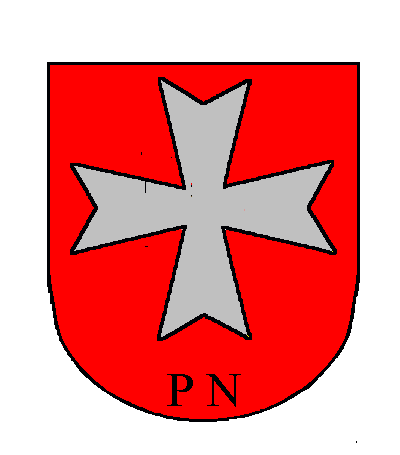
Escut antic de Palau de Noguera

Antic escut municipal de Palau de Noguera, al Pallars Jussà. Perdé la seva vigència el 1970, amb l'agregació de l'antic terme de Palau de Noguera a Tremp.

## Descripció heràldica
De gules, una creu de Malta d'argent; en punta, les inicials PN.